# تپه اوزال لیک تپه
تپه اوزال لیک تپه مربوط به دوران‌های تاریخی پس از اسلام است و در شهرستان آوج، بخش آبگرم، روستای قره داش پرچیک واقع شده و این اثر در تاریخ ۱۹ اسفند ۱۳۸۰ با شمارهٔ ثبت ۴۹۹۹ به‌عنوان یکی از آثار ملی ایران به ثبت رسیده است.